# La pianiste
La pianiste (Brasil: A Professora de Piano / Portugal: A Pianista) é um filme austro-teuto-francês de 2001, escrito e dirigido por Michael Haneke, baseado no romance Die Klavierspielerin, de Elfriede Jelinek.
O filme rendeu aos atores Benoît Magimel e Isabelle Huppert o prêmio máximo da categoria no Festival de Cannes, e seu diretor, que recebeu o Prêmio Especial do Júri, foi indicado à Palma de Ouro.

## Sinopse
Uma solitária e fria professora de piano (Isabelle Huppert) vive com sua mãe, que a trata como se fosse uma criança. Reprimida sexualmente, ela algumas vezes vai a uma loja pornográfica. Um dia ela conhece um jovem chamado Walter Klemmer, um de seus alunos que constantemente a flerta, então ela vê uma oportunidade de realizar seus jogos sadomasoquistas.

## Recepção
No agregador de críticas Rotten Tomatoes, o filme tem uma taxa de aprovação de 73% com base em 89 comentários dos críticos que é seguido do consenso: "Embora seja uma exibição bastante desagradável, The Piano Teacher é um drama psicossexual poderoso e fascinante."

## Prêmios e indicações

### Conquistados
2001 Festival de Cinema de Cannes
- Grande Prêmio[2]
- Melhor Ator - Benoît Magimel[2]
- Melhor Atriz - Isabelle Huppert[2]

2002 Prêmio César
- Melhor Atriz Coadjuvante - Annie Girardot

2002 German Film Awards
- Melhor Filme Estrangeiro

2001 European Film Academy
- Melhor Atriz Europeia - Isabelle Huppert

2001 Academia Francesa de Cinema
- Melhor Atriz Coadjuvante - Annie Girardot

2002 Los Angeles Film Critics Association
- Melhor Atriz Principal - Isabelle Huppert

2002 Sociedade Nacional dos Críticos de Cinema
- Melhor Atriz Principal - Isabelle Huppert

2001 Russian Guild of Film Critics
- Melhor Atriz Estrangeira - Isabelle Huppert
- Melhor Filme Estrangeiro

2002 San Francisco Film Critics Circle
- SFFCC Award - Melhor Atriz - Isabelle Huppert

2002 Seattle International Film Festival
- Golden Space Needle Award - Melhor Atriz - Isabelle Huppert

### Indicados
2002 BAFTA Awards
- Melhor Filme em Língua Estrangeira

2003 Bodil Awards
- Best Filme não Estadunidense

2001 Festival de Cannes
- Palma de Ouro[2]

2002 César
- Melhor Atriz - Isabelle Huppert

2001 British Academy Awards
- Melhor Filme em Língua Estrangeira - Michael Haneke
- Melhor Filme em Língua Estrangeira - Veit Heiduschka

2001 European Film Academy
- Melhor Filme Europeu
- Melhor Roteiro Europeu - Michael Haneke

2001 Academia Francesa de Cinema
- Melhor Atriz - Isabelle Huppert

2002 Independent Spirit Awards
- Melhor Filme Estrangeiro